# Arquelau (sàtrapa)
Arquelau (en llatí Archelaus en grec antic Ἀρχέλαος Arkhèlaos) va ser un general macedoni del segle iv aC, fill de Teodor.
Alexandre el Gran el va nomenar estrateg (cap de les forces macedòniques) de la Susiana l'any 330 aC, on havia reafirmat en el càrrec a Abulites, l'antic sàtrapa que s'havia rendit sense fer oposició. Va ocupar la ciutat amb una força de 3000 homes. Al repartiment de satrapies de Triparadisos, Arquelau va obtenir Mesopotàmia, segons diu l'historiador Publi Herenni Dexip, mentre que segons Diodor de Sicília, Flavi Arrià i Justí, la regió de Mesopotàmia es va donar a Amfímac.